# Sophie Okonedo

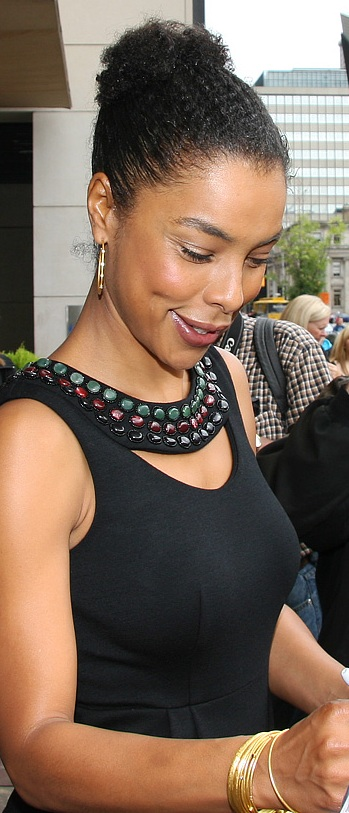
Sophie Okonedo (2008)

Sophie Okonedo (ur. 11 sierpnia 1968 w Londynie) – brytyjska aktorka, nominowana do Oscara za rolę w filmie Hotel Ruanda i laureatka nagrody Tony za rolę w dramacie Rodzynka w słońcu. Odznaczona Komandorią Orderu Imperium Brytyjskiego (CBE).

## Filmografia
- Young Soul Rebels (1991) jako Tracy
- Maria's Child (1992) jako Melanie
- Wiek zdrady (The Age of treason, 1993) jako Niobe
- Go Now (1995) jako Paula
- Ace Ventura: Zew natury (Ace Ventura: When Nature Calls, 1995) jako The Wachati Princess
- The Governor (1995-1996) jako Moira Lavitt
- Staying Alive (1996) jako Kelley Booth
- Deep Secrets (1996) jako Honey
- Szakal (The Jackal, 1997) jako Jamaican Girl
- Tegoroczna miłość (This Year’s Love, 1999) jako Denise
- Szalone Krowy (Mad Cows, 1999) jako Rosy
- Never Never (2000) jako Jo Weller
- Peaches (2000) jako Pippa
- In Defence (2001) jako Bernie Kramer
- Słodka Zemsta (Sweet Revenge, (2001) jako Ellen
- Sweet Revenge (2001) jako Ellen
- Clocking Off (2002, serial TV) jako Jenny Wood
- Niewidoczni (Dirty Pretty Things, 2002) jako Juliette
- Alibi (2003) jako Marcey Burgess
- Cross My Heart (2003) jako Marsee
- Hotel Ruanda (Hotel Rwanda[1], 2004) jako Tatiana
- Whose Baby? (2004) jako Karen Jenkins
- Æon Flux (2005) jako Sithandra
- Scenes of a Sexual Nature (2006) jako Anna
- Alex Rider: Misja Stormbreaker (Stormbreaker, 2006) jako Pani Jones
- Tsunami: The Aftermath (2006) jako Susie Carter
- Oliver Twist (2007) jako Nancy
- Martian Child (2007) jako Sophie
- Sekretne życie pszczół (The Secret Life of Bees[1], 2008) jako May Boatwright
- Skin (2009) jako Sandra Laing
- Mrs. Mandela (2009, film TV) jako Winnie Mandela
- Night Catches Us (2010)
- 1000 lat po Ziemi (2013) jako żona
- War Book (2014) jako Philippa
- Wall Street (2014, film TV) jako Bryce
- Krzysiu, gdzie jesteś? (2018) jako Kangurzyca
- Siła marzeń (2018) jako Susannah
- Hellboy (2019) jako lady Hatton
- Śmierć na Nilu (2022) jako Salome Otterbourne
- Catherine Called Birdy (2022) jako Ethelfritha Rose Splinter of Devon
- Raymond & Ray[1] (2022) jako Kiera